# Menhir du Sud (L'Île-d'Yeu)
Le menhir du sud, appelé aussi Pierre Levée des Soux (ou des Sauts) ou Pierre de Tonnerre est un mégalithe situé à L'Île-d'Yeu, dans le département français de la Vendée.

## Historique
Bien que l'édifice soit communément considéré comme un menhir, il est impossible de savoir si c'est bien le cas ou s'il s'agit des vestiges d'un dolmen ou d'un coffre mégalithique. En 1834, Jean-Marie Bachelot de la Pylaie le mentionne parmi les dolmens de l'île. En 1872, un fermier de l'île aurait rapporté à Léon Pervinquière qu'une dizaine d'années plus tôt des carriers auraient emporté la table de couverture et un autre support. 
L'édifice est classé au titre des monuments historiques en 1889.

## Description
La pierre est orientée nord-ouest/sud-est. Elle mesure 1,26 m de hauteur pour une largeur de 1,26 m à la base, 1,40 m au sommet et une épaisseur moyenne de 0,40 m. Selon Marcel Baudouin, qui fouilla le site en 1908, la pierre est enfoncée de 0,35 m dans le sol et comporte un calage composé de gros blocs. Une seconde pierre (0,70 m de hauteur, 1,45 m de largeur et 0,70 m d'épaisseur) est placée perpendiculairement à son extrémité est. Enfin, un troisième bloc, de plus petite dimension, est encore disposé à l'est.
La face nord est lisse et régulière, elle a probablement été bouchardée. La pierre comporte une cassure côté est (22 cm de longueur, 15 cm de profondeur) et une encoche courbe côté sud-ouest (10 cm de longueur, 4 mm de profondeur), ainsi qu'une cupule sur le sommet.